# Gnaphalopoda pygialis
Gnaphalopoda pygialis är en skalbaggsart som beskrevs av Fauvel 1903. Gnaphalopoda pygialis ingår i släktet Gnaphalopoda och familjen Melolonthidae. Inga underarter finns listade i Catalogue of Life.